# Sněžná čára (astrofyzika)
Sněžná čára (též hranice mrazu) je pojem, který v astrofyzice označuje hranici oddělující oblast planetárního systému chudou na těkavé látky od oblasti, která je na tyto látky bohatá a obsahuje velké množství ledu. Ve sluneční soustavě tato hranice leží mezi oběžnými drahami Marsu a Jupiteru ve vzdálenosti 2 až 4 astronomických jednotek od Slunce.
Sněžná čára hraje velkou roli při vzniku planetárního systému, který popisuje tzv. mlhovinová hypotéza. Podle některých studií mají molekuly vody obsažené v protoplanetárním disku v blízkosti sněžné čáry tendenci se spojovat, takže zde vznikne diskontinuita ve vlastnostech plynu. V důsledku toho poklesne jeho tlak a začne se urychlovat jeho rotace okolo centrální hvězdy, takže přestane brzdit prachové částice, které se sem začnou stahovat ze vzdálenějších oblastí s vyšším odporem plynu.
Prachové částice do sebe ve vzniklém shluku u sněžné čáry častěji naráží a spojují se. Některé přes ni proniknou a cestují směrem do středu soustavy. Během toho na sebe nabalují složitější molekuly, díky nimž se stanou lepivější. Tam, kde je prach nejhustší, začne působit i kolektivní gravitační přitažlivost zrn. Výsledkem celého procesu je vznik planetesimál o průměru až 1 kilometr, které nakonec posbírají veškerý prach v oblasti. Tyto planetesimály jsou již základními stavebními kameny, z nichž později vznikají planety.